# Angéla Diósi-Moravcsik
Angéla Diósi-Moravcsik (* 13. Mai 1996 als Angéla Moravcsik) ist eine ungarische Leichtathletin, die sich auf den Speerwurf spezialisiert hat.

## Sportliche Laufbahn
Erste internationale Erfahrungen sammelte Angéla Diósi-Moravcsik im Jahr 2014, als sie bei den Juniorenweltmeisterschaften in Eugene mit einer Weite von 48,29 m in der Qualifikationsrunde ausschied. Im Jahr darauf belegte sie bei den Junioreneuropameisterschaften in Eskilstuna mit 51,55 m den neunten Platz und 2019 gelangte sie bei den Europaspielen in Minsk mit 56,10 m auf Rang 13. 2023 wurde sie bei der 2. Liga der Team-Europameisterschaft im Zuge der Europaspiele in Chorzów mit 58,51 m Fünfte und anschließend schied sie bei den Weltmeisterschaften in Budapest mit 55,10 m in der Qualifikationsrunde aus. Im Jahr darauf verpasste sie bei den Europameisterschaften in Rom mit 54,53 m den Finaleinzug.
In den Jahren 2018 und 2023 wurde Moravcsik ungarische Meisterin im Speerwurf.